# Église Saint-Gabriel de Susek
Pour les articles homonymes, voir Église Saint-Gabriel.
L'église Saint-Gabriel de Susek (en serbe cyrillique : Црква Светог Арханђела Гаврила ; en serbe latin : Crkva Svetog Arhanđela Gavrila) est une église orthodoxe serbe située dans le village de Susek, en Serbie, dans la municipalité de Beočin et dans le district de Bačka méridionale. Construite en 1770, elle est inscrite sur la liste des monuments culturels de grande importance de la république de Serbie (identifiant no SK 1197).

## Présentation

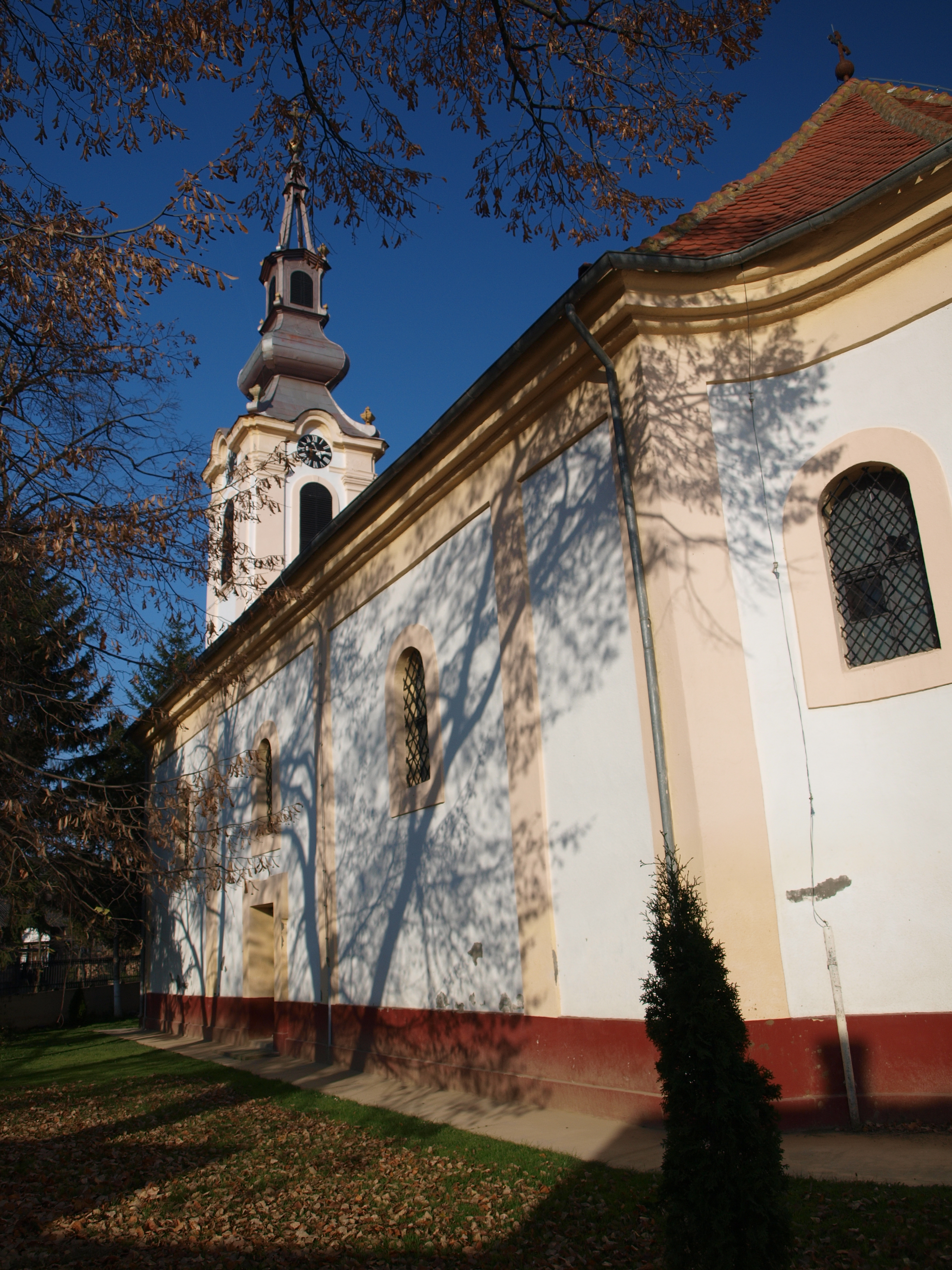
Autre vue de l'église

L'église Saint-Gabriel, construite en 1770, est constituée d'une nef unique.
Elle abrite une iconostase peinte en 1779 par Teodor Kračun, l'un des peintres baroques serbes les plus importants du XVIIIe siècle ; l'iconostase est constituée de six zones et compte en tout 64 icônes. Sur le socle figurent des paraboles et, sur les « portes royales », se trouvent des médaillons représentant l'Annonciation et des portraits de saint Sava et de saint Siméon le Myroblyte ; on peut encore y voir des représentations de l'empereur Dušan et du prince Lazar. Une autre série d'icônes représente l'archange saint Michel, saint Nicolas, une Vierge à l'Enfant, le Christ, saint Jean et l'archange Gabriel. Dans la partie supérieure des portes est notamment représenté le sacrifice d'Abraham et, sur l'un des côtés, le couronnement de la Vierge. On y trouve aussi des représentations des Prophètes et des souffrances du Christ.